# Gülzow-Prüzen
Gülzow-Prüzen – gmina w Niemczech, w kraju związkowym Meklemburgia-Pomorze Przednie, w powiecie Rostock, wchodzi w skład urzędu Güstrow-Land.